# Беллмен и Тру
«Беллмен и Тру» (англ. Bellman and True) — британский художественный фильм, поставленный режиссёром Ричардом Лонкрейном по одноимённому роману Дезмонда Лоудена.

## Сюжет
Группа грабителей банка подкупила компьютерного эксперта Хиллера, чтобы узнать о новой системе безопасности. Его сына взяли в заложники и требуют его участия в ограблении.

## В ролях
| Актёр            | Роль    |
| ---------------- | ------- |
| Бернард Хилл     | Хиллер  |
| Киран О’Брайен   | Бой     |
| Ричард Хоуп      | Сальто  |
| Кен Боунс        | Горт    |
| Фрэнсис Томельти | Анна    |
| Дерек Ньюарк     | Guv’nor |

## Ремейк
В 2006 году режиссёр Лонкрейн поставил ремейк собственного фильма, вышедший под названием «Огненная стена».